# RUR-5 ASROC
Le RUR-5 ASROC (abréviation de l'anglais : « Anti Submarine ROCket ») est un système de missiles de lutte anti-sous-marine américain, pouvant être utilisé par tous les temps et quel que soit l'état de la mer. Il a été développé par l'United States Navy dans les années 1950 et mis en service au début des années 1960. Une mise à niveau a été effectuée dans les années 1990. Près de 200 navires de guerre américains en ont été équipés, principalement des croiseurs, des destroyers et des frégates. Il équipe par ailleurs de nombreux navires d'autres pays dont le Canada, l'Allemagne, l'Italie, le Japon, Taïwan, la Grèce, le Pakistan... Le missile est composé d'une torpille de type Mk 44 ou Mk 46, et d'un porteur.

## Description

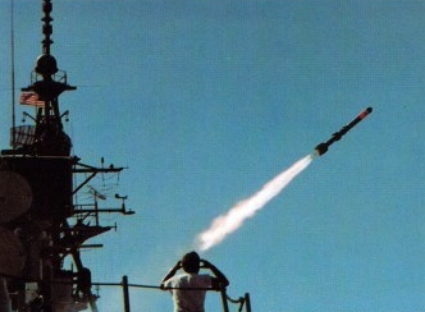
Tir d'un RUR-5 ASROC en 1978.

Lorsqu'un navire de surface, un avion de patrouille maritime ou un hélicoptère de lutte anti-sous-marine détecte un sous-marin ennemi grâce à son sonar ou à d'autres capteurs, il peut transmettre la position de celui-ci à un navire équipé du système ASROC en vue de l'attaquer. Le navire tire alors un missile ASROC, transportant une torpille à guidage acoustique ou une charge de profondeur nucléaire, sur une trajectoire balistique en direction de la cible. Arrivée à un point déterminé de la trajectoire, la charge se sépare du missile et déploie un parachute pour permettre l'entrée dans l'eau avec un minimum de bruit. L'entrée dans l'eau active la torpille, qui se dirige sur sa cible grâce à son sonar en mode actif ou passif. Dans le cas où le missile est équipé d'une charge de profondeur nucléaire, la bombe coule jusqu'à une profondeur prédéterminée et explose.

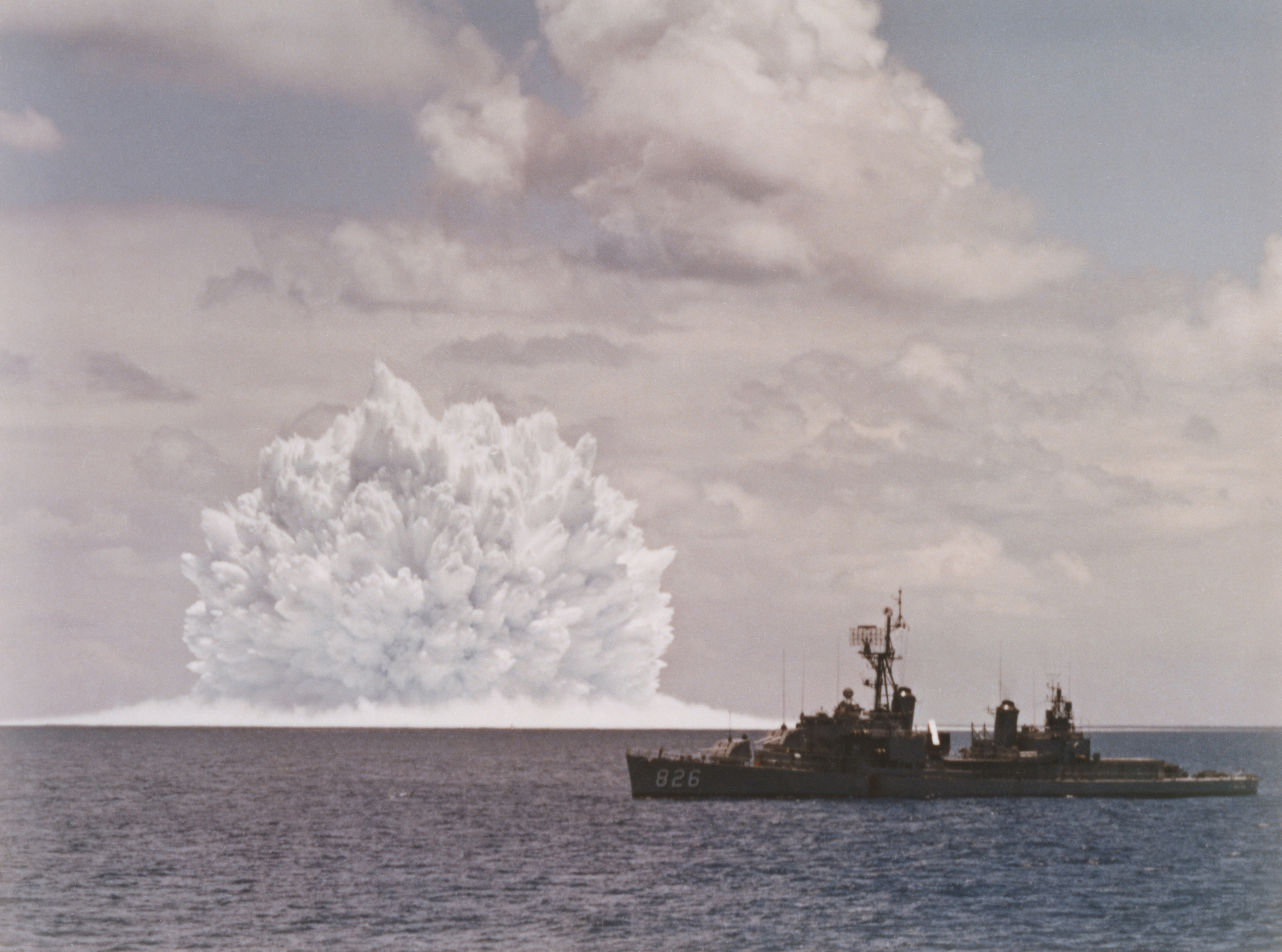
Le destroyer USS Agerholm tirant un ASROC avec une charge de profondeur nucléaire, lors du test Swordfish en 1962.

Le système ASROC couplé à une charge nucléaire n'a presque pas été utilisé, en dehors d'un ou deux essais en 1961 et 1962. La signature du traité d'interdiction partielle des essais nucléaires, en 1963, a mis fin aux essais avec une tête nucléaire et l'arme ne fut pas utilisée au combat dans cette version. Un ASROC peut théoriquement emporter une tête nucléaire W44 de 10 kilotonnes, bien que celle-ci ait été retirée du service en 1989, ainsi que les autres charges de profondeur nucléaires.
Le premier système ASROC, utilisant le lanceur Mk 112 Matchbox, est développé dans les années 1950 et installé dans les années 1960. Ce système est abandonné dans les années 1990 et remplacé par le système RUM-139 Vertical Launch ASROC ou VLA.

## Installations particulières

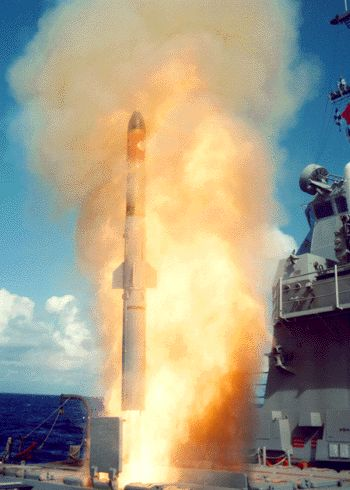
Tir d'un VL-ASROC, arme opérationnelle depuis 1993.

Les 31 destroyers américains de classe Spruance reçoivent à l'origine le système de lancement ASROC Mark 16 Mod 7 et le système de rechargement ASROC Weapons Handling System (AWHS) Mk 4. Ils sont équipés d'un lanceur ASROC octuple standard Mk 112, situé juste au-dessus du système de rechargement recevant 16 missiles additionnels (soit deux chargements complets supplémentaires). Ainsi, chaque destroyer de classe Spruance emporte 24 ASROC.
La majorité des autres navires américains et alliés emportent seulement un lanceur Mk 112 Matchbox avec huit ASROC (bien que certains ASROC aient plus tard été remplacés par des missiles antinavires Harpoon). Le lanceur Mk 112 Matchbox est capable d'emporter un mélange de ces missiles. Généralement, Le système de rechargement est placé sur le pont principal juste derrière le lanceur, ou sur un pont différent juste devant ou derrière le lanceur.
Le système de lancement Mk 16 peut aussi recevoir, suivant les configurations, des missiles RGM-84 Harpoon (à bord des destroyers d'escorte de classe Knox) ou une variante du missile Tartar. Les navires équipés du lanceur double Mk 26 GMLS ou des dernières versions du Mk 10 GMLS, embarqués à bord des croiseurs de classe Belknap, peuvent également utiliser les ASROC (ce qui n'est pas le cas des lanceurs Mk 13, à cause de leurs rails trop courts). 
La plupart des destroyers de classe Spruance ont été modifiés afin de recevoir le système de lancement vertical Mk 41. Ces lanceurs sont capables d'emporter un mélange de missiles VL-ASROC, Tomahawk TLAM ou d'autres missiles. Tous ces destroyers emportent deux lanceurs quadruples de Harpoon. Les autres navires américains équipés de lanceur verticaux Mk 41 peuvent aussi tirer des ASROC-VL.
Entre 1961 et 1989, la marine américaine a reçu 12 020 ASROC et 600 charges nucléaires pour ceux-ci.

## Pays utilisateurs
- Allemagne
- Brésil
- Canada
- Corée du Sud

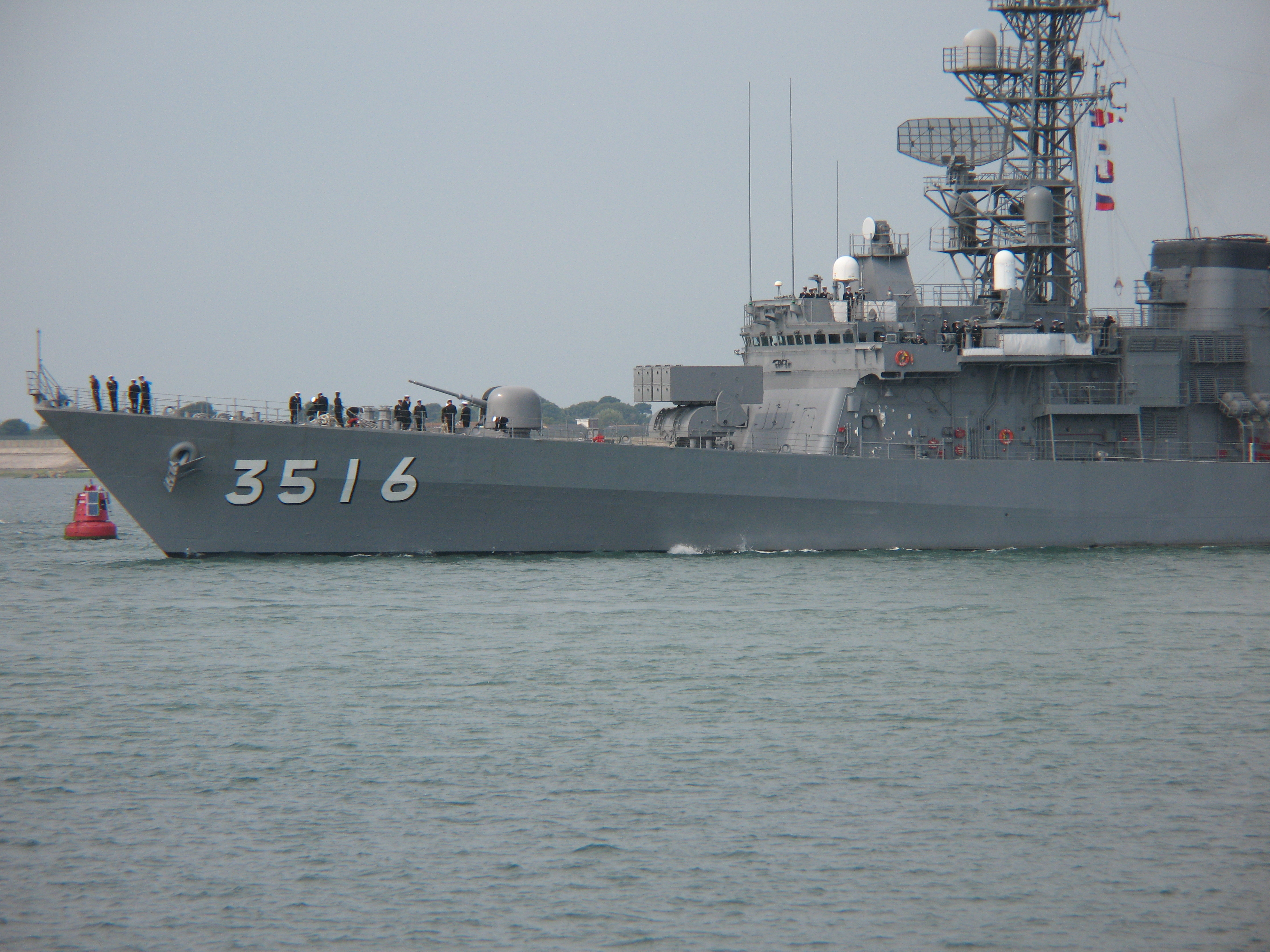
Le lanceur Matchbox situé derrière le canon du destroyer japonais Asagiri. Les portes du système de chargement sont visibles à l'arrière du lanceur.

- Espagne sur les frégates de la Classe Baleares qui sont retirées du service.
- États-Unis
- Grèce
- Italie
- Japon
- Mexique
- Pakistan
- Taïwan
- Turquie